# Acidiella sepulcralis
Acidiella sepulcralis är en tvåvingeart som beskrevs av Erich Martin Hering 1938. Acidiella sepulcralis ingår i släktet Acidiella och familjen borrflugor.
Artens utbredningsområde är Myanmar. Inga underarter finns listade i Catalogue of Life.